# فاندرلي فارياس دا سيلفا (لاعب كرة قدم)
فاندرلي فارياس دا سيلفا (بالبرتغالية: Vanderlei Farias da Silva‏) (2 يناير 1984 في البرازيل - ) هو لاعب كرة قدم برازيلي في مركز حراسة المرمى. لعب مع نادي سانتوس ونادي كوريتيبا ونادي لوندرينا وAtlético Clube Paranavaí ‏ ونادي أوليمبيا (ساو باولو).

## وصلات خارجية
- فاندرلي فارياس دا سيلفا على موقع قاعدة بيانات كرة القدم.إي يو (الإنجليزية)
- فاندرلي فارياس دا سيلفا على موقع Soccerway.com (الإنجليزية)